# Silene seoulensis
Silene seoulensis là loài thực vật có hoa thuộc họ Cẩm chướng. Loài này được Nakai miêu tả khoa học đầu tiên năm 1909.